# 増井和子
増井 和子（ますい かずこ、1933年 - 2018年5月28日）は、日本のジャーナリスト、料理研究家、ワイン研究家。
娘は同じく料理研究家の増井千尋。

## 人物・来歴
1952年福岡県立修猷館高等学校を経て、津田塾大学卒業。
文藝春秋の編集者として活躍後、ジャーナリストとして料理やモードの分野を手掛け、雑誌『暮しの手帖』や、資生堂の企業誌『花椿』などにエッセイを連載。1972年よりパリに在住。暮しの手帖パリ駐在員として寄稿する傍ら、フランス料理や、フランスワイン、フランスチーズなどの文化に魅せられ、フランス各地を訪問、取材し、著書を出版した。その後、日本の料理文化を世界に広めるパイオニアとして、広い分野で活躍した。
2009年、長年にわたってフランスの食文化を世界に紹介した功績により、フランス政府農事功労章シュヴァリエを受章。

## 著書
- 『パリから―娘とわたしの時間』新潮社 1981/02/01. NCID BN05196925
- 『パリの味―シェフたちは芸術家』文藝春秋 1985/10/01. NCID BN09101942
- 『7つの国境』新潮社 1988/11/01. NCID BN02942937
- 『ワイン紀行』文藝春秋 1991/09/01. NCID BN06905819
- 『ワインが知りたくて』駿河台出版社 2005/06/01. NCID BA73438287

### 共著
- 『チーズ図鑑』文藝春秋 山田友子、本間るみ子共著 1993/11/01. NCID BN10097682
- 『5番テーブルに四季』駿河台出版社 ヤニック・アレノ共著. NCID BB03900701 2010/02/01
- 『高田賢三 ファッションデザイン画アーカイブス』玄光社 高田賢三、増井千尋共著 ; 後藤由美訳2021/02/27. NCID BC05819088

### フランス語
- 『Encyclopédie des fromages - guide illustré de plus de 350 fromages de toutes les régions de France』 Gründ 1998/03/17
- 『TOUT SUSHI』 Octopus 2004/12/03
- 『Les fromages』 Gründ 2005/09/14
- 『4 saisons à la table N°5: Le Meurice Paris』 Glénat 2006/12/06
- 『Alléno 101 créations culinaires』 Glénat 2009/11/25
- 『Fromages de France』 Gründ 2012/04/19

### 英語
- 『French Cheeses』 DK 1996/10/1
- 『Sushi Secrets』 Hamlyn 2006/7/1

### 娘 増井千尋の書籍
- 増井千尋、フィリップパントコート共著『フランスサラダ』駿河台出版社 (2008)ISBN 978-4411003980
- 小林圭共著 リチャード・ホートン撮影『Kei』Tetra Folio（2014）ISBN 978-2812309359
- 小林圭共著 リチャード・ホートン撮影『Kei 2』Tetra Folio（2019）ISBN 978-2812318603
- 小林圭共著 リチャード・ホートン撮影『Kei 3』（2022）Groupe Flammarion（フランス語版）ISBN 978-2080256157
- 吉武広樹共著 リチャード・ホートン撮影『Sola』Editions du Chene（2016）ISBN 9782812315305